# بخش دلزدورف
بخش دلزدورف یکی از بخشهای کانتون زوریخ  در کشور سوئیس است.